# Bibloporus bicolor
Bibloporus bicolor är en skalbaggsart som först beskrevs av Henry Denny 1825.  Bibloporus bicolor ingår i släktet Bibloporus, och familjen kortvingar. Arten är reproducerande i Sverige.